# ژلزنا رودا
ژلزنا رودا (به لاتین: Železná Ruda) یک منطقهٔ مسکونی در جمهوری چک است که در شهرستان کلاتووی واقع شده‌است. ژلزنا رودا ۱٬۷۴۵ نفر جمعیت دارد.